# جبل الشعثاء
جبل الشعثاء عبارة عن جبل بركاني خامد يقع غرب السعودية، ويقع تحديداً في حرة رهاط الواقعة بين منطقتي المدينة المنورة ومكة المكرمة. يبلغ ارتفاع الجبل نحو 1361 م.